# Heterogramm (Literaturwissenschaft)
Ein Heterogramm im Verständnis der Literaturwissenschaft ist ein Text (Wort oder Satz), in dem jeder verwendete Buchstabe nur genau einmal erscheint, jeder Buchstabe also „anders“ ist als die anderen. Das Heterogramm gehört zu den künstlerischen Ausdrucksformen des Lettrismus und findet sich etwa in den Gedichten des Dadaismus von Raoul Hausmann und später in den Gedichten der Konkreten Poesie von Ernst Jandl.
Beispiele aus dem nicht-literarischen Bereich:
- Fix-Münzregalbuch
- Dialektforschung, laut Wortschatz Uni Leipzig das längste Realwort ohne Buchstabenwiederholung (16 Buchstaben)
- Heizölrückstoßabdämpfung (24 Buchstaben), ein Kunstwort und Gewinner eines Wettbewerbs der Gesellschaft für Deutsche Sprache

Eine Sonder- und Extremform des Heterogramms ist das Panheterogramm, in dem jeder Buchstabe des Alphabets genau einmal erscheint, während es im gewöhnlichen Heterogramm genügt, nur einen Teil des Alphabets ohne Buchstabenwiederholung zu verwenden. Das Panheterogramm ist zugleich eine Sonderform auch des Pangramms, das seinerseits definiert ist als ein Wort oder Satz, in dem jeder Buchstabe des Alphabets mindestens einmal vorkommt: bei genau einmaligem Auftreten spricht man von einem echten Pangramm oder einem Panheterogramm, während bei einem Pangramm im weiteren Sinn einzelne Buchstaben auch wiederholt werden dürfen, ohne ein bestimmtes Schema erfüllen zu müssen.
Das Heterogramm ist ferner ein Untertyp des Isogramms, welches dadurch definiert ist, dass dessen Buchstaben (eines Teils oder des gesamten Alphabets) jeweils in der gleichen Anzahl erscheinen: beim Heterogramm ist diese Anzahl = 1.